# Montaud (Isère)
Montaud település Franciaországban, Isère megyében. Lakosainak száma 529 fő (2022. január 1.). Montaud Saint-Quentin-sur-Isère, Veurey-Voroize, La Rivière és Autrans-Méaudre-en-Vercors községekkel határos.

## Népesség
A település népességének változása:
| Lakosok száma | 179  | 254  | 308  | 543  | 535  | 537  | 543  | 524  | 520  | 529  |
|               | 1968 | 1982 | 1990 | 2006 | 2013 | 2015 | 2017 | 2019 | 2020 | 2022 |